# Rachatłukum

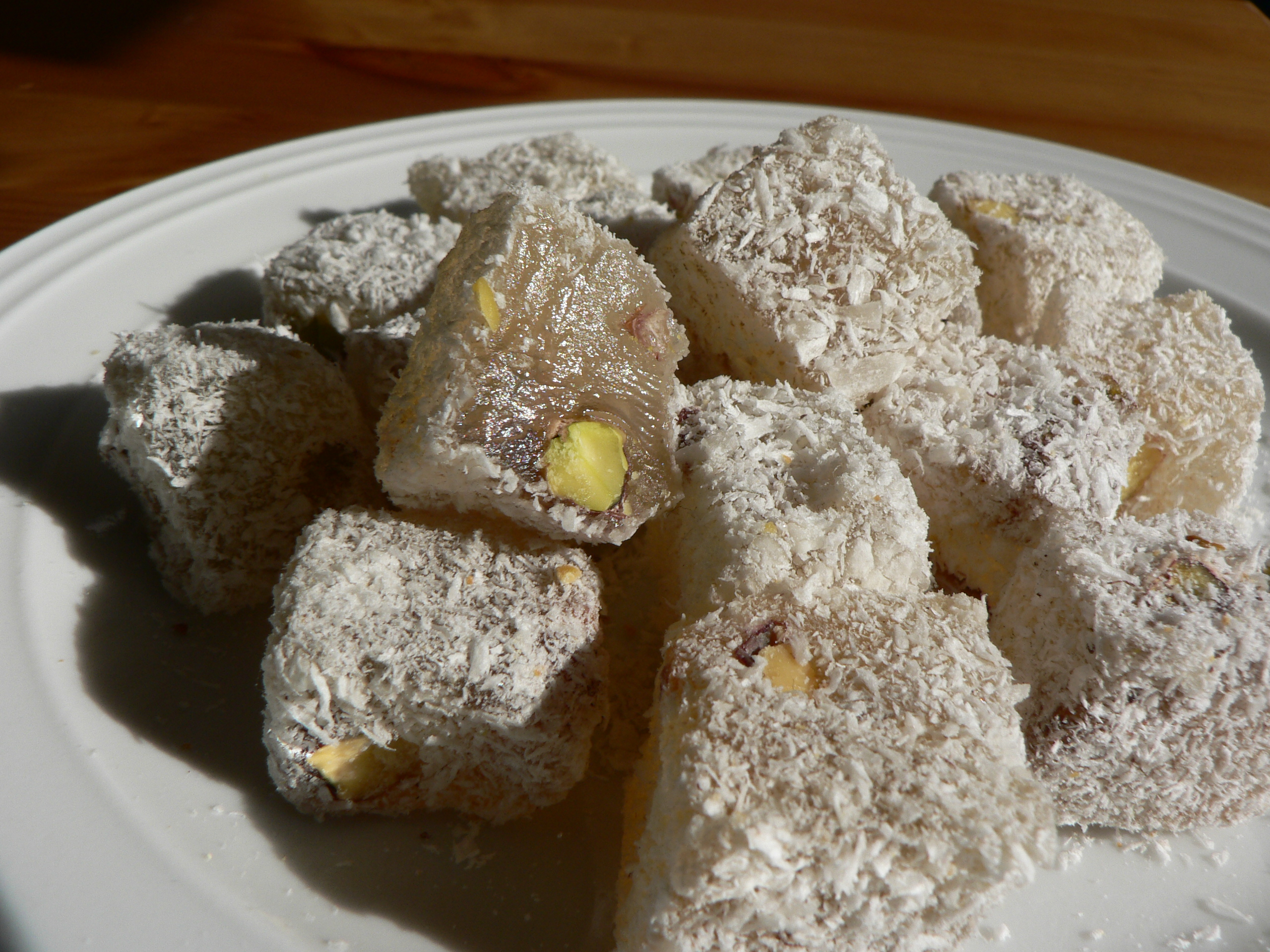
Kostki rachatłukum

Rachatłukum (osm. z arab. ‏راحة حلقوم‎ rāḥat ḥulqūm – „ukojenie gardła”; tur. lokum; gr. λουκούμι, lukumi; bułg. локум; rum. răhat) – wyrób cukierniczy charakterystyczny dla wielu lokalnych kuchni, głównie z obszaru Półwyspu Bałkańskiego i Bliskiego Wschodu. 
Tradycyjny smakołyk, zwykle o smaku owocowym i galaretowatej konsystencji, wyrabiany ze skrobi pszennej lub mąki ziemniaczanej oraz cukru z dodatkiem środków barwiących i aromatyzujących. Zamiast cukru pierwotnie używano miodu, a obecnie często stosuje się wiórki kokosowe. Rachatłukum jest podawane w postaci kostek oprószonych cukrem pudrem.
Dość często rachatłukum nadaje się smak i aromat wodą różaną, wanilią lub miętą. Niektóre przepisy dopuszczają poza tym dodawanie do smaku orzechów włoskich, laskowych, pistacjowych, fistaszków, migdałów itp. W zależności od regionu i pory stosuje się też różnego rodzaju owoce: truskawki, wiśnie, cytryny, pomarańcze.
W przeszłości smakołyk rozpowszechnił się w krajach będących pod panowaniem tureckim, ale też na Węgrzech, w Austrii i Polsce, gdzie nazywano go „chlebem tureckim”. Do ostatniej wojny światowej oryginalny produkt był dostępny w handlu detalicznym (sklepach kolonialnych i sklepikach żydowskich), później jedynie sporadycznie w postaci domowego wyrobu.   
Choć początki tego deseru sięgają XV wieku, najczęściej stosowany obecnie przepis pochodzi z XIX wieku. Cukier, mączkę ziemniaczaną i wodę gotuje się wraz z orzechami lub owocami przez  jedną do dwóch godzin, aż do zgęstnienia. Następnie wyrób przelewa się na drewniane tace posypane mąką ziemniaczaną i pozostawia na 24 do 48 godzin, aż ostygnie i uzyska ciągliwą konsystencję. W końcu kroi się go do konsumpcji w drobną kostkę i posypuje cukrem pudrem.